# Le Deuxième Souffle (film, 2007)
Pour les articles homonymes, voir Le Deuxième Souffle (homonymie).
Pour plus de détails, voir Fiche technique et Distribution.
Le Deuxième Souffle est un film de gangsters français réalisé par Alain Corneau, adapté d'un roman de José Giovanni et sorti en 2007. 
Jean-Pierre Melville avait déjà réalisé une adaptation du roman de José Giovanni, Le Deuxième Souffle.

## Synopsis
Gustave Minda, dit « Gu », s'évade de prison. Pour se mettre à l'abri, il part pour l'Italie avec l'aide de Manouche et d'Alban. À Marseille, où il attend de pouvoir embarquer, on lui propose un casse qui doit lui permettre d'assurer sa retraite.

## Fiche technique
- Titre : Le Deuxième Souffle
- Réalisation : Alain Corneau
- Scénario : Alain Corneau d'après le livre éponyme de José Giovanni
- Photographie : Yves Angelo
- Montage : Marie-Josèphe Yoyotte
- Décors : Thierry Flamand
- Costumes : Corinne Jorry
- Musique : Bruno Coulais
- Production : Laurent Pétin et Michèle Pétin
- Sociétés de production : ARP Sélection, TF1 Films Production, Canal+, CinéCinéma
- Pays de production :  France
- Format : couleur
- Budget : 23 600 000 €
- Genre : Film de gangsters, drame et thriller
- Durée : 155 minutes
- Dates de sortie :
  - Canada : 8 septembre 2007 (Festival international du film de Toronto)
  - France, Belgique : 24 octobre 2007

## Distribution
- Daniel Auteuil : Gustave « Gu » Minda
- Monica Bellucci : Simona, dite « Manouche »
- Michel Blanc : Commissaire Blot
- Jacques Dutronc : Stanislas Orloff
- Éric Cantona : Alban
- Daniel Duval : Venture Ricci
- Gilbert Melki : Jo Ricci
- Nicolas Duvauchelle : Antoine
- Jacques Bonnaffé : Pascal
- Philippe Nahon : Commissaire Fardiano
- Jean-Paul Bonnaire : Théo, le passeur
- Francis Renaud : Letourneur
- Stéphane Brel : Poupon
- Philippe Chaine : Godefroy
- Gérald Laroche : Chef
- Fabrice Donnio : Bernard
- Alexandre Faure : le flic Fardiano
- Benoît Ferreux : Marcel le Stéphanois
- Cyrille Dobbels : le tueur restau Manouche #1
- Didier Nobletz : le tueur restau Manouche #2
- Christian Ameri : le portier restau Manouche
- Jean-Claude Dauphin : Jacques le notaire
- Yves Lambrecht : Fernand
- Michel Vivier : le flic restau Manouche
- Sandra Moreno : L'infirmière
- Bernard Bolzinger : le malade
- Jean-Pierre Leclerc : le journaliste au carnet
- Virginie Théron : Colette
- Laurent Besançon : le journaliste #1
- Thierry Humbert : le journaliste #2
- Charlie Farnell : Fred
- Aurélie Le Roc'h : Une entraîneuse de cabaret

## Les personnages
José Giovanni s'était inspiré pour son roman d'origine de personnes réelles qu'il avait fréquentées dans le « Milieu » pendant l'Occupation ou en prison après-guerre. Gu Minda c'est en fait Auguste Méla, dit « Gus le terrible », qui en septembre 1938 avait réalisé l'attaque du train de l'or. Condamné, il s'était échappé de la prison de Castres en mars 1944 avec Bernard Madeleine, comme dans le début du film. C'est avec Madeleine, le futur « caïd des caïds », que Giovanni avait participé aux exactions d'un faux maquis en Bretagne en juin 1944. La vraie Manouche s'appelait Germaine Germain, dite « Manouche ». C'était la maîtresse de Paul Carbone, « l'empereur de Marseille » qui travaillait avec la Gestapo française. Orloff, c'est Nicolaï Alexandre Raineroff dit « Orloff », agent de la Gestapo, qui sera fusillé pour intelligence avec l'ennemi le 8 mai 1945, et avec lequel Giovanni avait rançonné deux juifs cachés à Lyon en août 1944. Enfin, le commissaire Blot s'inspire du commissaire Georges Clot, responsable à la Libération de la cellule anti-Gestapo de la police judiciaire.

## Réception

### Box-Office
En France, le film enregistre 493 255 entrées à l'issue de son exploitation en salle, correspondant à 3 953 027 $ de recettes (l'équivalent de 2 736 226 € à la même époque). Ce qui constitue un échec commercial au vu du budget de 21 121 564 € (rentabilité de 14 %).

### Réponse critique
Le film se fait éreinter à sa réception, en récoltant un score de 36 % sur le site Rotten Tomatoes et une note de 2,3/5 sur le site AlloCiné.

## Distinctions
- Prix Jacques-Deray du film policier français 2008.